# Seneca (hrabstwo Wood)
Seneca – miasto w Stanach Zjednoczonych, w stanie Wisconsin, w hrabstwie Wood.